# 伊藤詔子
伊藤 詔子（いとう しょうこ）は、日本のアメリカ文学者。専門は、アメリカ文学・アメリカ文化・環境文学・エコクリティスズム。広島大学名誉教授。元松山大学特任教授。日本ポー学会会長(2021～）。

## 略歴
神戸生まれ。広島大学文学部英文科、広島大学文学研究科修士課程修了、博士課程後期単位取得。博士（学術）。ノートルダム清心女子短期大学助教授を経て、広島大学総合科学部、同文学研究科教授、松山大学言語文化研究科特任教授を務めた。
ブラウン大学、ヴァージニア大学でフルブライト上級研究員。ASLE（米文学環境学会）Honorary Member（2007-）、Poe Studies Association、Honorary Member (2015-)。元日本アメリカ文学会副会長。現在日本ソロー学会顧問、エコクリティシズム研究学会名誉会長等を務める。2022年７月Thoreau Society The Walter Harding Distingushed Scholar Award. 筑波大学、関西大学、北九州市立大学、安田女子大学各大学院で、また岡山大学、信州大学、広島経済大学各学部でも、アメリカ文学、エコクリティシズムなどの非常勤講師を務めた。

## 単著書
- 『よみがえるソロ - ネイチャーライティングとアメリカ社会』柏書房、1998
- 『アルンハイムへの道 - エドガーアラン・ポーの世界』桐原書店、1996
- 『はじめてのソロー――森に息づくメッセージ』NHK出版、 2016
- 『ディズマル・スワンプのアメリカンルネサンス――ポーとダークキャノン』音羽書房鶴見書店、 2017
- 『新編エドガー・アラン・ポー評論集　ゴッサムの街と人々他+コロナ時代にニューヨーク作家ポーを読む』小鳥遊書房、2020

## 監修と共編著書
- Studies in Henry David Thoreau　（六甲書房）2000
- 『新しい風景のアメリカ』（南雲堂）2003
- 『新たな夜明け -『ウォールデン』出版150年記念』（金星堂）2004
- 『エコトピアと環境正義の文学――日米より展望する広島よりユッカマウンテンへ』（晃洋書房）2009
- 『エドガー・アラン・ポーの世紀――生誕200年必携』（研究社）2009
- 『オルタナティヴ・ヴォイスを聴く－－エスニシティとジェンダーで読む現代環境文学103選』（音羽書房鶴見書店）2011
- 『カウンターナラティヴから語るアメリカ文学』（音羽書房鶴見書店）2012
- 『エコクリティシズムの波を超えて－－人新世の地球を生きる』』（音羽書房鶴見書店）2017
- 『トランスパシフィック・エコクリティシズム――物語る海、響き合う言葉』（彩流社）2019
- 『アメリカ研究の現在地－－危機と再生』（彩流社）2023
- 『病と障害のアメリカンルネサンス: 疫病、ディサビリティ、レジリエンス 単行本 – 2025/5/30 髙尾 直知 (編集), 伊藤 詔子 (編集), 辻 祥子 (編集), 野崎 直之 (編集)』

## 共著書
- 『吉田弘重先生退官記念英米文学語学研究』（篠崎書林）1980
- 『光のイメジャリー――伝統の中のイギリス詩』上杉文世編（桐原書店）1985
- 『松元寛先生退官記念論集』（篠崎書林）1986
- 『21世紀の教養――科学技術と環境』広島大学総合科学部編（培風館）1990
- 『言葉と文学と文化と』安藤貞夫編（英潮社新社）1991
- 『アメリカ作家とヨーロッパ』坪井清彦他編（英宝社）1993
- 『河井廸夫先生退官記念論集』（英宝社）1993
- 『アメリカ文学の自然を読む――ネイチャーライティングの世界へ』野田研一、スコット・スロヴィック編（ミネルヴァ書房）1996
- 『アメリカの嘆き――米文学史のなかのピューリタニズム』秋山 健監修（松柏社）1999
- 国重純二退官記念『アメリカ文学ミレニアムI』国重純二編（南雲堂）2001
- 『自然と文学のダイナミックス』山里勝己他編（彩流社）2004
- ミネルヴァ名作シリーズ　『ソロー「ウォールデン」』上岡克己、高橋勤編（ミネルヴァ書房）2006
- 『視覚のアメリカン・ルネサンス』入子文子、武藤脩二編（世界思想社）2006
- 『アーネスト・ヘミングウエイの文学』今村楯夫編（ミネルヴァ書房）2006
- ミネルヴァ名作シリーズ　『レイチェル・カーソン　「沈黙の春」』上遠恵子他編（ミネルヴァ書房）2007
- 『20世紀アメリカ文学を学ぶ人のために』山下 昇他編（世界思想社）2007
- 『豊かさと環境』（シリーズ、アメリカ研究の越境）秋元英一、小塩和人編（ミネルヴァ書房）2008
- 『アメリカ文学研究のニュー・フロンティア』田中久男監修（南雲堂）2009
- Poe's Pervasive Influence. Ed. Barbara Cantalupo（Bethlehem,Pennsylvania:Le High UP） 2012
- 『亡霊のアメリカ文学――豊穣なる空間』松本 昇他編（国文社）2012
- 『アメリカ文学の源流を求めて――ソロー没後150年記念論集』松島欣也、小倉いずみ編（金星堂）2012
- 『ロマンスの迷宮――ホーソーンに迫る１５のまなざし』日本ホーソーン協会九州支部研究会編（英宝社）2012
- 『アメリカ文学の水と光――入子文子先生退職記念論集』入子文子監修（開文社）2013
- 『アメリカン・ルネサンス－－批評の新生』西谷拓哉、成田雅彦編(開文社）2013
- 『スコット・スロヴィックは語る』中島美智子編（英宝社）2014
- 『核と災害の表象－－日米の応答と証言』熊本早苗、信岡朝子編（英宝社）2015
- 『ＳＦシンポジウム全記録』巽孝之監修（彩流社）2015
- 『ホーソーンの文学的遺産――ロマンスと歴史の変貌』成田雅彦・高尾直知・西谷拓哉編、開文社、2016
- What would Henry do? Essays for the 21st Century, Thoreau Farm Trust, 2017
- ”American Nuclear Literature on Hiroshima and Nagasaki."　Oxford Research Encyclopedia, Oct. 2017   http://literature.oxfordre.com/view/10.1093/acrefore/9780190201098.001.0001/acrefore-9780190201098-e-165
- Thoreau in the 21st Century: Perspectives from Japan. The Thoreau Society of Japan (Ed.Masaki Horiuchi), Kinseido, 2017
- 「オバマのヒロシマ・スピーチを聴くーーナショナル・ナラティヴから千羽鶴のストーリーへ」下河辺美知子監修『アメリカン・マインドの音声－ー文学・外傷・身体』小鳥遊書房、2019
- 『トランスアトランティック・エコロジー ――ロマン主義を語り直す』彩流社、2019
- 「Michael T. Gilmore アメリカン・ルネサンスの継続する闘争を預言する」巽孝之監修『脱領脱構築構脱半球半球』小鳥游書房、2021。

## 翻訳書
- E A ポー「アル・アーラーフ」『無限』25号（政治公論社）1970
- アラム・ヴィーザー『ニューヒストリシズム』共編訳（英潮社）1992
- 『フォークロアの理論』共訳、（法政大学出版局）1993
- H．D．ソロー『森を読む――種子の翼に乗って』単訳（宝島社）1995
- フロム、アレン、ビュエル他著『緑の文学批評――エコクリティシズム』共編訳　（松柏社）1998
- H．D．ソロー『野生の果実――ソロー・ニュー・ミレニアム』共編訳　（松柏社）2002
- ローレンス・ビュエル『環境批評の未来――環境危機と文学的想像力』共編訳（音羽書房鶴見書店）2009
- テリー・テンペスト・ウィリアムス『大地の時間 アメリカの国立公園、わが心の地形図』共訳（彩流社）2019.1 （*The Hour**of Land; A Personal Topography of America**’s National Parks*, 2016） https://web.archive.org/web/20190209180426/http://www.sairyusha.co.jp/bd/isbn978-4-7791-2546-1.html
- ポール・ルイス、ケン・マラグ絵『ゾンビで学ぶ A to Z －来るべき終末を生き抜くために 』（単訳）（小鳥遊書房）2019.1 https://www.hanmoto.com/bd/isbn/9784909812025

## 事典、教科書分担執筆
- 『The World of Edgar Allan Poe 』弓書房、1987
- 『文化と環境』広島大学総合科学部編、大学教育出版、1998
- 『Other Nations—Animals in American Nature Writing』音羽書房鶴見書店、2001
- 『楽しく読めるネイチャーライティング』ASLE-J編（ミネルヴァ書房）2001
- 『アメリカ文学作家作品事典』(翻訳)（本の友社）1991
- 『楽しく読める幻想文学』笹田直人他編（ミネルヴァ書房）2001
- 『大学新入生に薦める101冊の本』広島大学総合科学部編（岩波書店）2006
- 『英語文学事典』（ミネルヴァ書房）2007
- 『フォークナー事典』フォークナー協会編　（松柏社）2008
- 『ヘミングウエイ大事典』（勉誠出版）201

2017~2018年の主な招待講演と学会シンポジアム等の活動
・""Civil Disobedience" in Nuclear Age: Thoreau and Solnit's Journey into the Hidden Wars of the American West"
Thoreau Bicentennial Conference in Concord "Panel on 'Civil Disobedience'" Masonic, Concord MS, July 15, 2017　
・シンポジアム『原爆を読む文化事典』を読む　原爆文学研究会　広島大学千田キャンパス　2017年12月22日
　　「アメリカ文学とエコクリティシズムの観点から」http://www.genbunken.net/kenkyu/kenkyu.htm#dai17gou
・　Kyoto PoeHawthorne International Conference　（国際ポーホーソーン会議、京都 パレスサイドホテル）
Chair and presentation in the Symposium at the Room Gion 2018.6.24
“Transpacific and Transatlantic Poe: Poe and Hagiwara’s Blue Cat“(ポーと萩原朔太郎の『青猫』）
・　北九州アメリカ文学研究会第7回講演　2018年11月10日　北九大2号館
「トランスアトランティック・ソロー」
・　関西ホーソーン協会研究会　2018年12月22日　 関西外国語大学　中宮キャンパス　6028号室（ICC）
　　「ミルトン、コールリッジ、ソロー―レテの川から難破の浜辺へ」
2019年の主な招待講演と学会シンポジアム等の活動
・ シンポジアム司会と講師、「ポー・トピック／ポー・トロピカル」2019年9月7日、日本ポー学会第11回大会
立正大学、石橋湛山講堂。
2020~2022年の主な招待講演と学会シンポジアム等の活動
・シンポジアム司会「国立公園とアメリカ文学」2021年10月　日本ソロー学会
・シンポジアム講師「アメリカ文学と植物表象」2022年5月22日　日本英文学会